# Gautier le Leu
Gautier le Leu (a veces llamado Gautier le Long, 1210 - ?) fue un trovador francés cuya obra se remonta a mediados del siglo XIII.
Es considerado como originario del condado de Hainaut (actual Bélgica), y probablemente floreció después de 1250. Es referido como uno de los más importantes escritores de fábulas —seis de las cuales se le atribuyen directamente, principalmente en registros eróticos y o escatológicos—, dos dit, un poema tipo proverbio y un poema de mayor extensión. Parece haber recibido una educación clerical en Orleans o Colonia.

## Obras
Fábulas
- Sot Chevalier (également connu sous le titre Aventure d'Ardennes)
- Deus Vilains
- Fol Vilain
- Les Sohai
- Connebert
- Prestre taint (attribution controversée)

Dit
- Du Con
- Des Cons

Proverbios
- Dieu et lou Pescour

Novela
- Veuve